# Osogbo
Osogbo ou Oshogbo est une ville du Nigeria et la capitale de l'État d'Osun. La majorité de sa population fait partie du groupe ethnique Yoruba.

## Histoire
Osogbo a été fondé au début du XVIIIe siècle par des chasseurs de villages proches souffrant de la famine. Ils s'installèrent ici avec leurs familles pour cultiver la terre de la vallée de la rivière Osun.
À partir du début des années 1960, la ville devient un centre culturel important, avec la création du Mbari Club.

### Liste des Ataojas (rois traditionnels) d'Osogbo
L’Ataoja qui signifie celui qui « tend la main et prend le poisson » est le chef traditionnel du peuple d'Osogbo. Voici la liste des Ataojas d'Osogbo, avec les dates de leur règne :
- Oba Larooye Gbadewolu (mort en 1760)
- Oba Sogbodede (mort en 1780)
- Aina Serebu (1780–1810)
- Abogbe (1810–1812; en tant que régente, elle régna mais n'assuma pas le titre d'Ataoja)
- Obodegbewale (1812–1815; en tant que régent)
- Oba Lahanmi Oyipi (1815–1840)
- Oba Ojo Adio Okege (1840–1854)
- Oba Oladejobi Oladele Matanmi Ier (1854–1864)
- Oba Fabode.Durosinmi Ogunnike (1864–1891)
- Oba Bamigbola Alao (1891–1893)
- Oba Ajayi Olosunde Oyetona (1893–1903)
- Oba Atanda Olukeye Olugbeja Matanmi II (1903-1917)
- Oba Kofoworola Ajadi Latone Ier (1918-1920)
- Oba Alabi Kolawole (1920-1933)
- Oba Samuel Oyedokun Latone II (1933-1943)
- Oba Samuel Adeleye Adenlé Ier (1944-1976)
- Oba Iyiola Oyewale Matanmi III (1976–2010)
- Oba Jimoh Olaonipekun Oyetunji Larooye II (2010 - )

## Personnalités liées à la commune
- Duro Ladipo (en) (dramaturge)
- Rabiu Afolabi (footballeur)
- Adenike Osofisan (universitaire)

## Jumelages
- Asheville (États-Unis) depuis 2008[3]
- Wilmington (États-Unis)[4]